# قشلاق لوله‌دره حاج‌مین‌باشی علیا (کلیبر)
قشلاق لوله‌دره حاج‌مین‌باشی علیا یکی از روستاهای استان آذربایجان شرقی است که در دهستان آبش‌احمد بخش آبش‌احمد شهرستان کلیبر واقع شده‌است.